# Бойко, Иван Павлович (Герой Социалистического Труда)
Иван Павлович Бойко (род. 1928 год) — слесарь Старинского сахарного завода Министерства пищевой промышленности Украинской ССР, Киевская область. Герой Социалистического Труда (1971).
В 1970 году досрочно выполнил личные социалистические обязательства и плановые производственные задания Восьмой пятилетки (1965—1970). Указом Президиума Верховного Совета СССР от 26 апреля 1971 года «за выдающиеся успехи, достигнутые в выполнении заданий пятилетнего плана по развитию пищевой промышленности» удостоен звания Героя Социалистического Труда с вручением ордена Ленина и золотой медали Серп и Молот.